# Iglesia de Santa María (Sarroqueta)
La iglesia de Santa María de Sarroqueta (en catalán Santa Maria de Sarroqueta) es la iglesia del pueblo de Sarroqueta de Barravés, dele antiguo térmnino de Llesp, actualmente perteneciente al término del Pont de Suert (Alta Ribagorza, provincia de Lérida, Cataluña, España). Es sufragánea de la parroquia de San Martín de Llesp.

## Descripción
Sarroca de Barravés consta desde 1015, pero la iglesia de Santa María no aparece documentada hasta 1314, como iglesia incluida en el ardiaconato de Tremp.
Es un templo románico muy modificado con el paso de los siglos. Era de nave única, cobierta con bóveda de cañón y, muy probablemente, ábside semicircular al este. Más tarde, con sillares del ábside original, se construyó la actual, trapezoidal. Hubo más modificaciones posteriores: dos capillas laterales, el sobrealzamiento de todo el conjunto, el campanario, que esconde en la base la antigua puerta de la iglesia. Todo ello parece obra del siglo XIII.